# KPresenter
KPresenter – darmowy program do tworzenia prezentacji, część pakietu KOffice zintegrowanego ze środowiskiem graficznym KDE.
Natywnym formatem KPresentera jest OpenDocument. Program pozwala również importować prezentacje stworzone w programach Microsoft PowerPoint, Magicpoint.

## Funkcjonalność
Do możliwości KPresenter należą:
- obsługa standardu OASIS OpenDocument;
- wstawianie i bogata edycja tekstu (wypunktowania, wcięcia, odstępy, kolory, czcionki itp);
- załączanie grafiki i clip-artów (pliki .wmf);
- wstawianie autoformularzy;
- właściwości obiektów (tło, gradienty, ołówek, cienie, obracanie itp);
- praca z obiektami (skalowanie, przenoszenie, „pod spód/na wierzch” itp);
- grupowanie i rozgrupowanie obiektów;
- nagłówki i stopki;
- zaawansowane cofnij/powtórz;
- właściwości tła (kolor, gradienty, grafiki, clip-arty itp);
- przypisywanie i definiowanie efektów do obiektów;
- drukowanie jako PostScript;
- tworzenie slajdów jako HTML za pomocą kilku kliknięć;
- szablony (predefiniowane jak i użytkownika);
- XML jako format dokumentu;
- widok struktury prezentacji